# فلورا جان كاميرون
فلورا جان كاميرون (بالإنجليزية: Flora Jean Cameron)‏ هي ممرضة نيوزيلندية، ولدت في 1902، وتوفيت في 13 يناير 1966.